# Widsith
Widsith är en anglosaxisk dikt som anses ha skrivits under 900-talet. Den finns idag bevarad genom en kopia, av längden 144 rader, nerskriven i Exeterboken. Namnet Widsith härleds från den påstådde författaren, skalden Widsith, vars namn ungefär kan översättas med "långresa".
Widsith är indelad i tre avdelningar, "kataloger", som på fornengelska kallas þulas (se Rígþula). Den första þulan beskriver kända kungar och hövdingar från denna tid, samt vilka de regerat över, den andra þulan beskriver namn på folk och länder Widsith besökt, och den tredje þulan beskriver myter och legender från resorna.
Dikten bygger på gamla muntliga traditioner och det är osäkert om avskriften i Exeterboken gjorts från en äldre skriven text eller från ett muntligt framförande. Den kan ses som ett fragmentariskt index över de folkstammar, hjältar och sagofolk som var kända för 700-800-talens angler, saxare och angränsande folk. Många av namnen återkommer i fornisländska och forngermanska legender.
Dikten är den första källan som nämner vikingar (på raderna 47, 59):
| rad 45–49:                               |                                         |
| Hroþwulf ond Hroðgar heoldon lengest     | Hroðulf and Hroðgar held the longest    |
| sibbe ætsomne suhtorfædran,              | peace together, uncle and nephew,       |
| siþþan hy forwræcon wicinga cynn         | since they repulsed the Viking-kin      |
| ond Ingeldes ord forbigdan,              | and Ingeld to the spear-point made bow, |
| forheowan aet Heorote Heaðobeardna þrym. | hewn at Heorot Heaðobard's army.        |

Dikten beskriver också reidgoter (se Rökstenen), gör en distinkt skillnad på svear och götar som två olika folk och indikerar vikingar som en grupp skild från till exempel väringar:
| rad 57–59:                       |                                      |
| Ic wæs mid Hunum                 | Jag var med hunner                   |
| ond mid Hreðgotum,               | och med reidgoter,                   |
| mid Sweom ond mid Geatum         | med svear och med götar              |
| ond mid Suþdenum.                | och med syddaner.                    |
| Mid Wenlum ic wæs ond mid Wærnum | Med Wenlum var jag och med väringar. |
| ond mid wicingum.                | och med vikingar.                    |